# Gmina Maxfield

Położenie Gminy Maxfield w hrabstwie Bremer

Gmina Maxfield (ang. Maxfield Township) – gmina w USA, w stanie Iowa, w hrabstwie Bremer. Według danych z 2000 roku gmina miała 1 353 mieszkańców. 